# Fòrum de Yan'an
El Fòrum de Yan'an sobre literatura i art (xinès tradicional: 延安文藝座談會, xinès simplificat: 延安文艺座谈会, pinyin: Yán'ān Wényì Zuòtánhuì) va ser un encontre celebrat a la ciutat de Yan'an a la Xina controlada pels comunistes el maig del 1942. Fou un esdeveniment significatiu del Moviment de Rectificació de Yan'an, que destacà pels discursos pronunciats per Mao Zedong, editats i publicats posteriorment com a Converses al Fòrum de Yan'an sobre literatura i art (xinès simplificat: 在延安文艺座谈会上的讲话, pinyin: Zài Yán'ān Wényì Zuòtánhuì Shàng de Jiǎnghuà), que tractaven sobre el paper de la literatura i l'art al país. Els dos punts principals eren que tot l’art havia de reflectir la vida de la classe treballadora i considerar-los com el públic a qui es dirigia el mitjà, i que l’art havia de servir la política, i específicament l’avanç del socialisme. Els excessos en la interpretació d’aquell darrer punt durant la Revolució Cultural van provocar que la política actual del Partit rebutge l'últim punt, però que conserve l'encoratjament de Mao pel que fa a l’art i literatura centrada en la gent comuna.

## Rerefons
Durant la Llarga Marxa (1934-1935), el Partit Comunista i l'Exèrcit d'Alliberament Popular van utilitzar la cançó, el teatre i la dansa per atraure la població civil, però no tenien una política cultural unificada. Durant els tres anys posteriors a l'esclat de la Segona Guerra Sino-japonesa el 1937, el missatge principal de les organitzacions culturals comunistes era el de resistir a la invasió japonesa. El 1938, el partit va establir l'Acadèmia de Belles Arts Lu Xun a Yan'an, que havia d'oferir formació en literatura, música, belles arts i drama.
El 1940, quan Mao publica el tractat Sobre la nova democràcia, ja s'hi troben antecedents del contingut del Fòrum. Durant el Moviment de Rectificació de Yan'an (1942-1944), el Partit va utilitzar diversos mètodes per consolidar la unitat ideològica entre els quadres al voltant del maoisme, en oposició al marxisme-leninisme d'estil soviètic. L'esperó immediat de les converses Yan'an va ser una sol·licitud d'un escriptor preocupat perquè Mao Zedong aclarís el paper ambigu dels intel·lectuals en el moviment comunista. Així va començar una conferència de tres setmanes a l'Acadèmia Lu Xun on es discutia sobre els objectius i els mètodes de creació de l'art comunista.

## Contingut
Les Converses de Yan'an van esbossar la política del partit sobre la cultura de masses, o Qunzhong Wenhua, que havia de ser cultura revolucionària.
El Geming Wenhua, o estil d'art revolucionari, retrataria la vida dels camperols i es dirigiria cap a ells com a públic. Mao va retraure als artistes per haver deixat de banda als treballadors i camperols, només perquè eren analfabets. Va ser particularment crític amb l'òpera xinesa com a forma d'art cortesana, en lloc d'estar dirigida a les masses. Tanmateix, va animar els artistes a inspirar-se del llegat artístic de la Xina i de les formes artístiques internacionals per afavorir el socialisme. Mao també va animar als literaris a transformar-se vivint al camp, i a estudiar la música popular i la cultura popular de les zones, incorporant-los a les seues obres.

## Legat
Un canvi immediat de la música xinesa que va resultar de les converses de Yan'an va ser el creixement de la respectabilitat dels estils folklòrics. Les cites clau de les converses constitueixen la base de la secció sobre Cultura i art del text maoista Citacions del president Mao Zedong. La interpretació dramàtica que la Banda dels Quatre feu de les converses de Yan'an durant la Revolució Cultural va donar lloc a una nova forma d'art polític sancionada pel partit, l'òpera revolucionària. Per contra, certes formes d'art, com ara les obres de Beethoven, Respighi, Dvořák i Chopin, van ser condemnades als diaris del partit com a decadència burgesa. Després de la mort de Mao i l'ascens de líders reformistes com Deng Xiaoping, que va condemnar la Revolució Cultural, les converses de Yan'an van ser reevaluades oficialment. El 1982, el partit va declarar que la doctrina de Mao segons la qual la literatura i l'art estarien subordinats a la política, seria una formulació incorrecta, però van reafirmar els seus punts principals sobre l'art, que necessitava reflectir la realitat dels treballadors i les classes rurals.